# معركة أم السكارى
معركة أم السكارى وهي احد المعارك التي خاضها العرب ضد الدولة العثمانية في فترة الثورة العربية الكبرى وكانت ضد حامية ام السكارى العثمانية في مدينة الطائف وقعت المعركة في 9 شعبان من عام 1916 م/ 1335 هـ.

## الأحداث
ذكر خير الدين الزركلي ان هضبة ام السكارى في الجهة الغربية من الطائف وان الأمير حينئذ قتل 48 من جنود الدولة العثمانية المتواجدين في الطائف مسبقا. وكان الجزء الجنوبي من جيش الثورة العربية مكون من قبيلة الطلحات من هذيل وقبيلة بني سفيان من ثقيف, فأغارت القبيلتين على هضبة ام السكارى وحاميتها الكبرى وقتلوا حاميتها وضبطوها فأنسحب الأتراك المتواجدين في المناطق الأخرى في جبال ام الشيع والمداهين وشرقرق الى هضاب الشريف وجبل ابي صفحة ومعشي وعكابة. وكان قوة الترك في الطائف 3 الاف مقاتل جرح منهم 300 وقتل 700 وقبل هذه الغزوة قد قتل 48 فيكون من قتل في ام السكارى 652 تقريبا.

### الأحداث في جريدة القبلة 1916
ذكر في جريدة القبلة 1916 م. ما يفيد خروج جيش معركة الطائف الجنوبي وهو متكون من قبيلة الطلحات من هذيل بقيادة الشيخ مسعود الطلحي الهذلي وأيضا ال حجة من بني سفيان وشيخهم ابن جملة السفياني ومحمد بن عمار فأغاروا جميعهم على حامية الأتراك في هضبة ام السكارى بالطائف وقتلوا كل حامية تلك الهضبة عن أخرهم واستولوا على الهضبة. وذكرت الجريدة تفاصيل المعركة. فقيل خرج الطلحات من هذيل وال حجه من بني سفيان في الساعة السابعة ليلا فذهب الطلحات الى جبل أم الادم الذي يقابل هضبة أم السكارى غربا وأن يصعد بعضهم الى ام السكارى حتى يقتربوا من أماكن العدو دون أن يشعر أحد بهم . وخرج ال حجه من بني سفيان الى سفوح الهضبة لكي يمنعوا مجيء المدد للحامية وليمنعوا المهزومين من الفرار.
وكان موعد القتال الفجر حيث بدأت قبيلة الطلحات من هذيل بأطلاق النار ليحولوا انظار الاتراك اليهم ويصرفوا اذهانهم. حتى يباغت بقية الطلحات الموجودين قرب الهضبة الأتراك ويهاجمونهم بالأسلحة البيضاء ففعلوا ذلك وقتلوا جميع جنود الحامية العثمانية.
وقد سمعت ثكنة ام الكبرى العثمانية صوت أطلاق النار وهي تبعد 15 دقيقة عن حامية ام السكارى المذكورة .فقابلوهم ال حجة من بني سفيان بأطلاق النار فجرحوا 85 رجل ولم يذكر كم مات منهم. وقد أطلقت الثكنات العثمانية 149 قنبلة على جيش الطلحات من هذيل وال حجة من بني سفيان كما ذكر في تقاريرهم الرسمية. ولكن لم ينجحوا في صد هجومهم وسيطرت القبائل على الهضبة والحامية والمدافع. وكان نتيجة ذلك انسحاب جيوش العثمانيين من مناطق عديدة في الطائف.
قال عبد الله بن الحسين في كتابة (مذكراتي):
| معركة أم السكارى | وفي تلك الليلة هاجمت بنو سفيان وهذيل هضبة أم السكارى ليلا وقضت على حاميتها ثم استولت على مدفعين هناك للأتراك وكان البيات في درجة فضيعه حيث لم تطلق بندقة واحدة بل كان الهجوم بالخناجر والحراث ولم ينج من الأتراك أجد | معركة أم السكارى |

## هامش
- منطقة ام السكارى - المسمى مشتق من جمع سكران والموضع هو الهضبة المنقادة في الأرض المطلة على حي قروى من الجنوب في الطائف.[5]
- عكابة - جبل في وادي العقيق في الطائف بينه وبين شرقرق رمية سهم وكان العرب في أثناء الثورة العربية الكبرى يتحصنون في جبل شرقرق ويرمون الترك في عكابة.[6]
- المداهين - جبل المدهون يشرف على حي المثناة في الطائف وعلى حي شهار من الغرب تراه من الطائف جنوبا عن قرب وهو سلسلة أجبل تسمى المداهين معروفة بالطائف.[7]